# 75-я артиллерийская бригада (США)
75-я артиллерийская бригада (англ. 75th Field Artillery Brigade) — тактическое соединение Армии США. В настоящее время оно базируется в Форт-Силле, штат Оклахома, и находится в составе III бронетанкового корпуса.

## История
Управление 75-й артиллерийской бригады была первоначально сформировано в составе Организованных резервов как 509-й береговой артиллерийский полк (зенитный) 21 июля 1921 года в Сиэтле, штат Вашингтон. 1 октября 1933 года он был передан в состав регулярной армии.
В сентябре 1990 года 75-я артиллерийская бригада была переброшена в Саудовскую Аравию. Первоначально бригада, приданная XVIII воздушно-десантному корпусу, усилила 101-ю воздушно-десантную дивизию в районе прикрытия сил во время операции «Щит пустыни». Бригада была организована из четырех дивизионов: двух самоходных (M109), одного самоходного большой мощности (M110) и одной РСЗО, от которой ранее была отделена батарея. 101-я вдд также присоединила к бригаде свой отряд целеуказания (target acquisition detachment), чтобы воспользоваться преимуществами цифровой связи, обеспечиваемой системой TACFIRE. Бригада выдвинула свои два 155-мм дивизиона вперед для поддержки авиационной бригады 101-й дивизии и создала сеть усиления дивизиона РСЗО в 212-й артиллерийской бригаде. Бригада никогда не участвовала в операции сил прикрытия.
В январе 1991 года бригада была придана корпусной артиллерии VII корпуса для поддержки наступательных операций. 15 января 1991 года бригада продвинулась более чем на 100 миль на запад и присоединилась к 1-й пехотной дивизии (механизированной) в тактическом сборном районе «Рузвельт». Во время движения батарея А 6-го дивизиона 27-й артиллерийского полка провела пуски тактических баллистических ракет ATACMS «стрельба от бедра» в поддержку воздушной кампании. С 16 по 24 февраля 1991 года подразделения бригады проводили артиллерийские обстрелы Кувейта. 24 февраля 1991 года бригада вместе с 1-й пехотной дивизией двинулась в Кувейт, чтобы вести артподготовку для прорыва дивизии. Бригада в ходе операции выпустила более 6000 гаубичных снарядов, 1100 ракет и 25 ракет ATACMS. В апреле 1991 бригада завершила передислокацию в Форт-Силл.
С февраля по июнь 2003 бригада развёртывалась в Ираке, занимаясь поиском оружия массового уничтожения и перевозкой захваченных вражеских боеприпасов.
Бригада была награждена Похвальной благодарностью армейской воинской части за службу в составе 1-й бронетанковой дивизии с 18 марта 2008 года по 9 декабря 2008 года.

## Состав

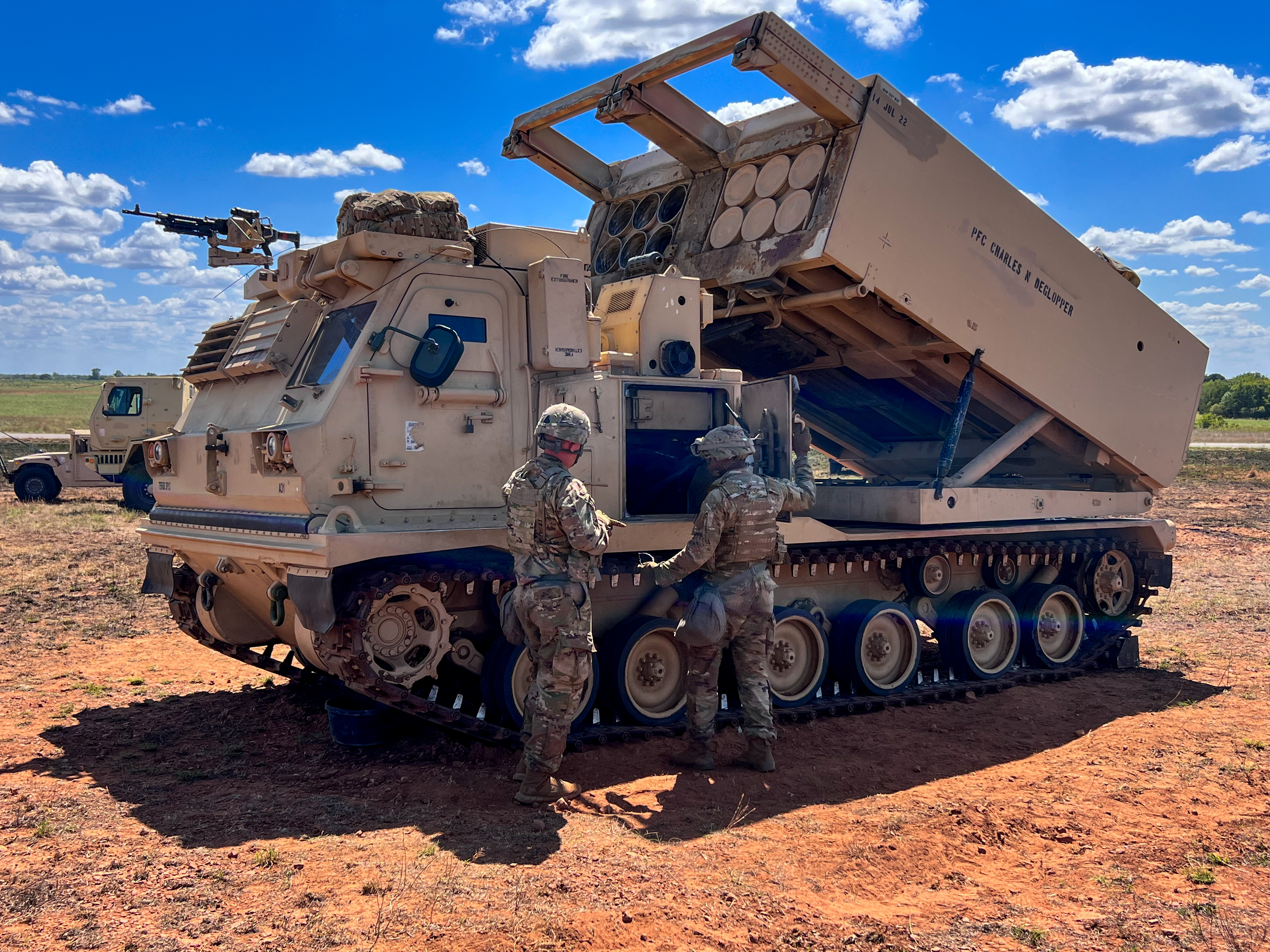
M270A1 3-13-го дивизиона 75-й артиллерийской бригады на военной базе Форт-Силл. 16 сентября 2022

- Управление бригады (Headquarters and Headquarters Battery (HHB))
- 2-й дивизион 4-го артиллерийского полка (2nd Battalion, 4th Field Artillery Regiment (2-4th FAR)), (M270A1 MLRS)
  - Управление дивизиона (Headquarters and Headquarters Battery (HHB))
  - Батарея A (Battery A)
  - Батарея B (Battery B)
  - 696-я рота передовой поддержки (696th Forward Support Company)
- 3-й дивизион 13-го артиллерийского полка (3rd Battalion, 13th Field Artillery Regiment (3-13th FAR)), (M270A1 MLRS)
  - Управление дивизиона (Headquarters and Headquarters Battery (HHB))
  - Батарея A (Battery A)
  - Батарея B (Battery B)
  - 66-я рота передовой поддержки (66th Forward Support Company (66th FSC)
- 1-й дивизион 14-го артиллерийского полка (1st Battalion, 14th Field Artillery Regiment (1-14th FAR)), (M142 HIMARS)
  - Управление дивизиона (Headquarters and Headquarters Battery (HHB))
  - Батарея A (Battery A)
  - Батарея B (Battery B)
  - 578-я рота передовой поддержки (578th Forward Support Company (578th FSC))
- 2-й дивизион 18-го артиллерийского полка (2nd Battalion, 18th Field Artillery Regiment (2-18th FAR)), (M270A1 MLRS)
  - Управление дивизиона (Headquarters and Headquarters Battery (HHB) (Havoc))
  - Батарея A (Battery A)
  - Батарея B (Battery B)
  - 69-я рота передовой поддержки (69th Forward Support Company (69th FSC) (Spartan))
- 2-й дивизион 20-го артиллерийского полка (2nd Battalion, 20th Field Artillery Regiment (2-20th FAR)), (M270A1 MLRS)
  - Управление дивизиона (Headquarters and Headquarters Battery (HHB))
  - Батарея A (Battery A)
  - Батарея B (Battery B)
  - (67th Forward Support Company)
- 100-й батальон материально-технического обеспечения (100th Brigade Support Battalion)
  - Рота управления (Headquarters Support Company)
  - 15-я транспортная рота (15th Transportation Company) (PLS)
  - 258-я рота связи и сетевой поддержки (258th Network Support Company)

## Преемственность и награды

### Преемственность
Сформирована 21 июля 1921 года в Организованных резервах (Organized Reserves) как 509-й береговой артиллерийский полк (зенитный) (509th Coast Artillery (Anti-Aircraft)) и организован со штабом в Сиэтле, штат Вашингтон
- Выведен из строя 1 октября 1933 года в Сиэтле, штат Вашингтон; одновременно выведен из состава Организованных резервов и передан в состав регулярной армии
- Переименован 1 июля 1940 года в 75-й береговой артиллерийский полк (75th Coast Artillery) и развёрнут в Форт-Льюисе, штат Вашингтон.
- Управление 75-го берегового артиллерийского полка, реорганизовано и переименовано 20 февраля 1944 года в управление 75-й зенитной артиллерийской группы (оставшаяся часть полка — далее отдельные подразделения)
- Управление 75-й зенитной артиллерийской группы выведены из строя 12 декабря 1944 года в Кэмп-Хаузе, штат Техас
- Переименован 10 января 1967 года в управление 75-й артиллерийской группы
- Активирован 1 февраля 1967 года в Форт-Ирвине, Калифорния
- Переименован 15 марта 1972 года в управление 75-й артиллерийской группы
- Переименован 16 марта 1981 года в управление 75-й артиллерийской бригады
- Реорганизован и переименован 18 сентября 2006 года в управление 75-й огневой бригады (75th Fires Brigade)
- Переименован 19 февраля 2014 года в управление 75-й артиллерийской бригады[6][7]

### Награды
- Похвальная благодарность армейской воинской части[5]